# Podtrosecká údolí
Podtrosecká údolí jsou přírodní rezervace, která vznikla v roce 1999 propojením a úpravou dvou starších přírodních rezervací v okresech Semily a Jičín, tj. na území Libereckého a Královéhradeckého kraje – Údolí Žehrovky a Rašeliniště Vidlák (obě byly vyhlášeny v roce 1985). Přírodní rezervace je v péči Agentura ochrany přírody a krajiny ČR – regionálního pracoviště Liberecko.

## Předmět ochrany
Hlavním předmětem ochrany je nejrozsáhlejší komplex mokřadních biotopů na území Českého ráje. Území do sebe zahrnuje rybníky a vodní toky v kaňonovitých údolích, které jsou lemované pískovcovými skálami. Mezi rybníky jsou tzv. květnaté louky, což jsou velmi bohaté biotopy, které potřebují pravidelné kosení, jinak ztrácí svou druhovou diverzitu. Na tento typ biotopu je vázáno několik druhů chráněných motýlů, např. modrásek bahenní (Phengaris nausithous).
V oblasti je několik menších puklinových pramenů (např. Prdlavka u Věžického rybníka), které umožnily vznik nivních rašelinných půd, na která jsou vázaná vzácná společenstva rostlin. Území, zahrnující unikátní kaňonovitá údolí v kvádrových pískovcích, je cenné i z hlediska geologického a geomorfologického a je řazeno mezi geologické lokality národního významu.

## Vodstvo
Rybníky jsou napájeny Želejovickým potokem, Jordánkou a Žehrovkou. Soustava rybníků byla vybudována asi v 16. století, a umožnila tak hospodárné využití oblasti. V chráněném území se nachází rybníky Věžický rybník (9 ha), Vidlák, Rokytňák, Krčák, Hrudka, Nebákov (na ostrohu nad ním stával ve středověku stejnojmenný hrad) a Podsemínský rybník.

## Flora
Na nivní rašelinné půdy jsou vázány druhy rostlin jako je pryskyřník velký (Ranunculus lingua), suchopýr štíhlý (Eriophorum gracile), rosnatka okrouhlolistá (Drosera rotundifolia), violka bahenní (Viola palustris), tolije bahenní (Parnassia palustris). Velmi cenná je asi 90 let stará olšina u Věžického rybníka. Na loukách rostou např. prvosenka vyšší (Primula elatior), zvonek rozkladitý (Campanula patula), upolín nejvyšší (Trollius altissimus), ocún jesenní (Colchicum autumnale), smolnička obecná (Lychnis viscaria), kakost bahenní (Geranium palustre) aj.

## Fauna
Na vodní prostředí je vázána řada ptáků, kteří v Podtroseckých údolích nacházejí vhodné podmínky pro život. Jsou to kachna divoká (Anas platyrhynchos), lyska černá (Fulica atra), ledňáček říční (Alcedo atthis), konipas horský (Motacilla cinerea), skorec vodní (Cinclus cinclus), slípka zelenonohá (Gallinula chloropus), čírka modrá (Anas querquedula), čírka obecná (Anas crecca), potápka malá (Tachybaptus ruficollis), potápka černokrká (Podiceps nigricollis), potápka roháč (Podiceps cristatus), polák velký (Aythya ferina), polák chocholačka (Aythya fuligula), volavka popelavá (Ardea cinerea), labuť velká (Cygnus olor) a volavka bílá (Ardea alba). Z pěvců se v okolí rybníků vyskytují např. rákosník velký (Acrocephalus arundinaceus), rákosník obecný (Acrocephalus scirpaceus) nebo strnad rákosní (Emberiza schoeniclus). Během ptačích tahů na jaře a na podzim se u rybníků vyskytuje orlovec říční (Pandion haliaetus) a moták pochop (Circus aeruginosus).

## Turistické trasy
Naučná stezka Podtrosecká údolí od roku 1980 vede z Borku pod Troskami na zříceninu hradu Trosky. Měří asi osm kilometrů a nachází se na ní třináct informačních zastávek, které obsahují informace o historii oblasti, rostlinách, živočiších i geologii.

## Zajímavosti
- Věžický rybník tvořil kulisy ve filmu Jak dostat tatínka do polepšovny z roku 1978.

## Galerie

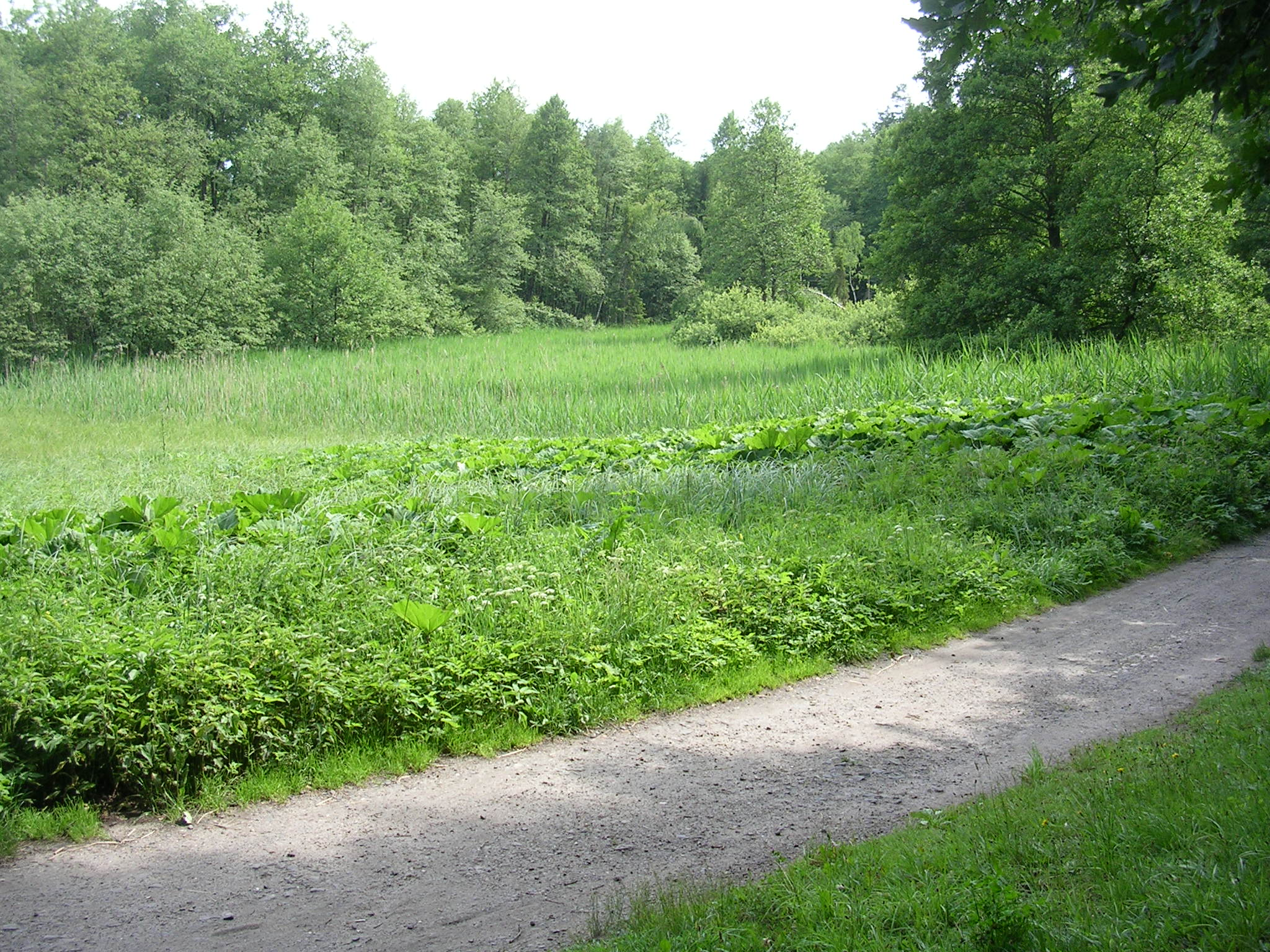
Údolí říčky Jordánky mezi rybníky Krčák a Věžák
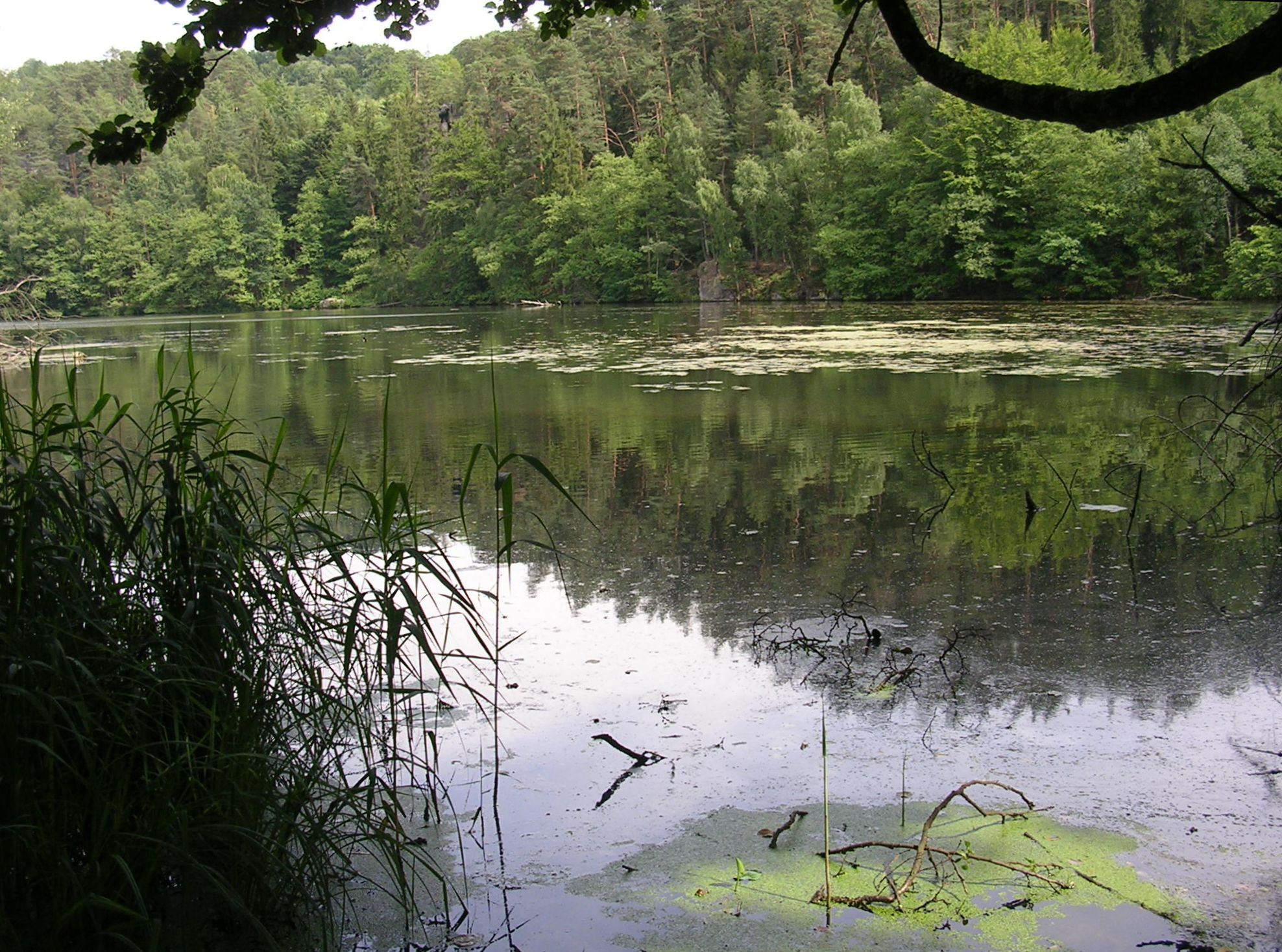
Rybník Vidlák
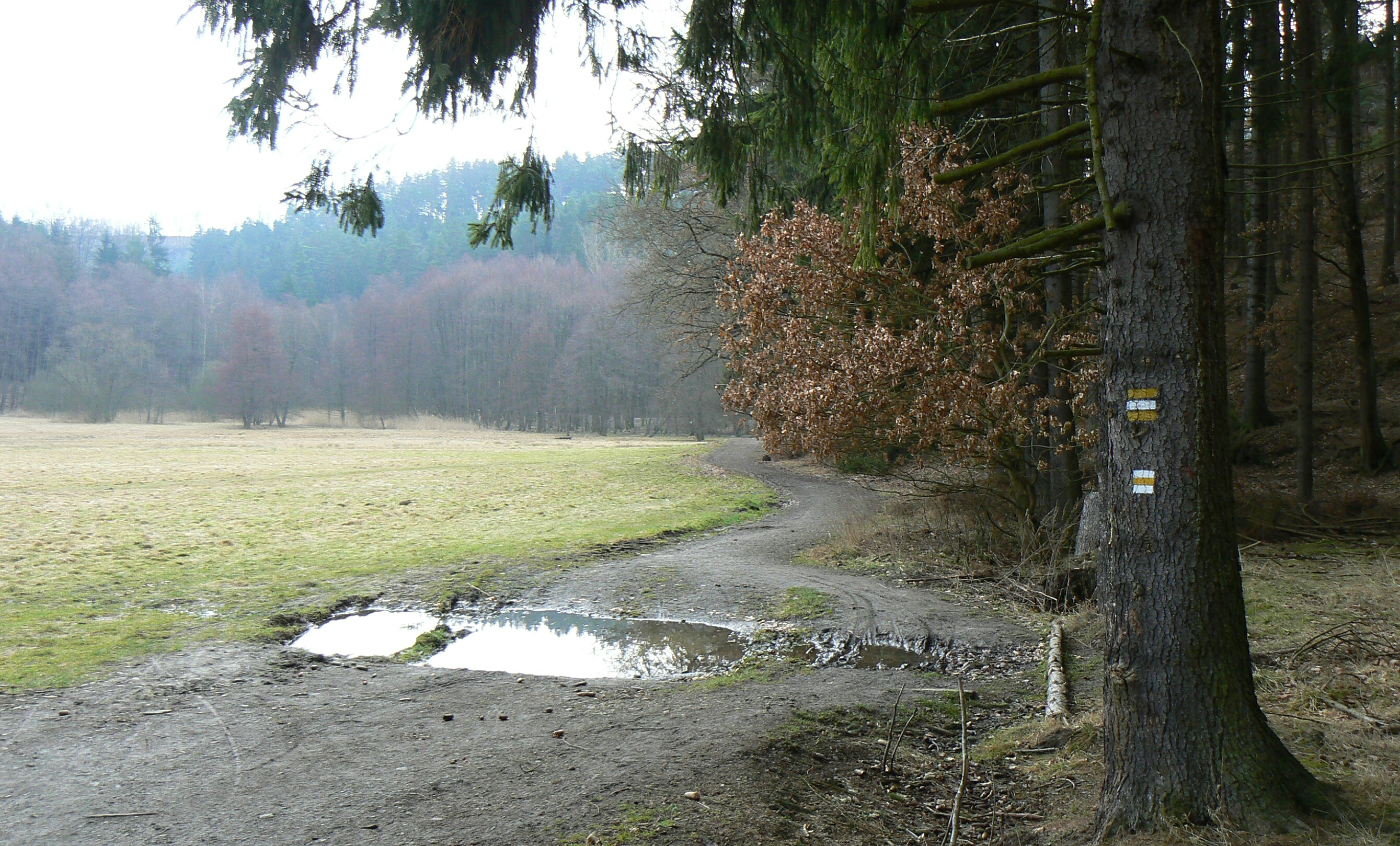
Cesta mezi Krčákem a Věžákem
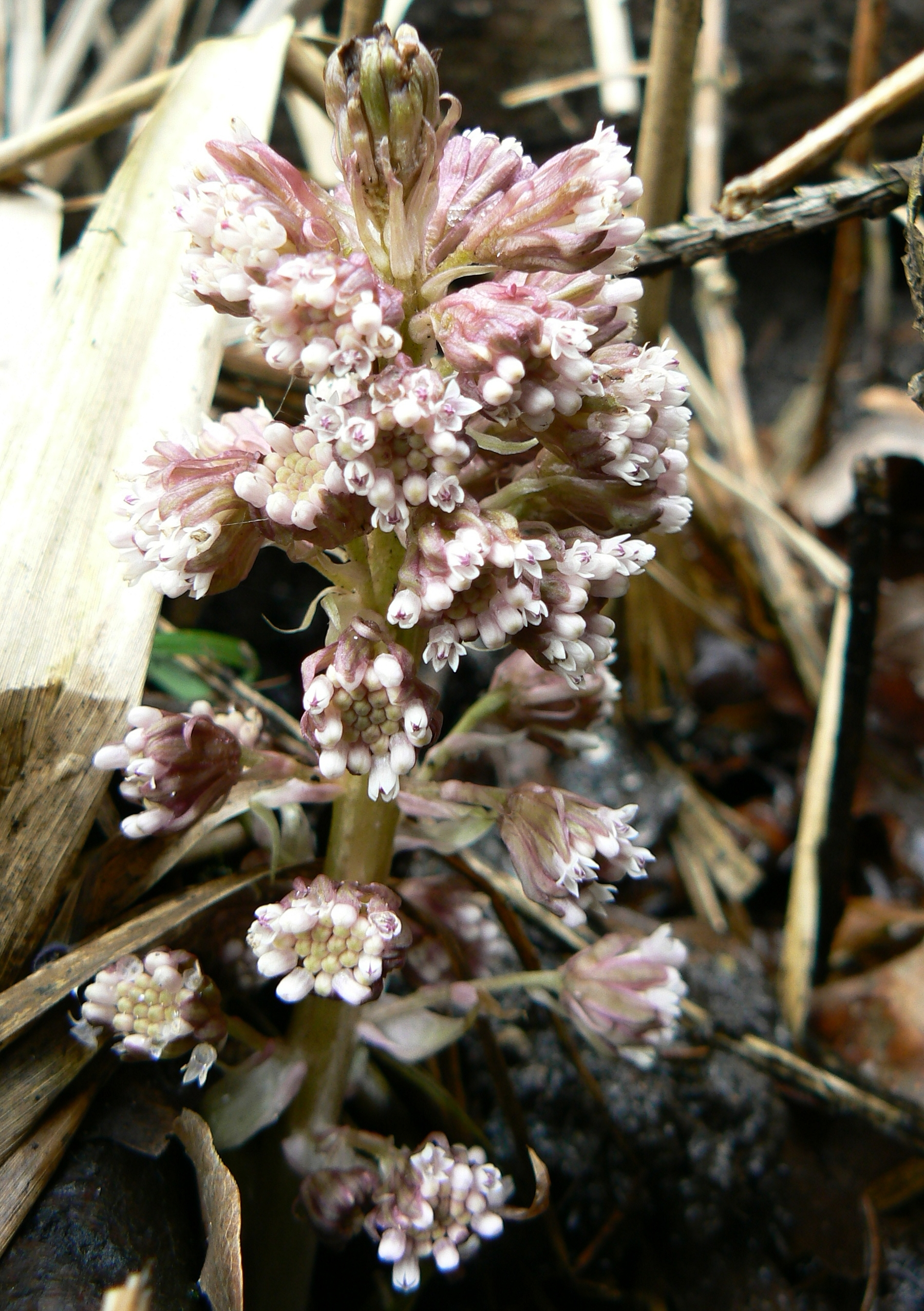
Devětsil lékařský v PR Podtrosecká údolí
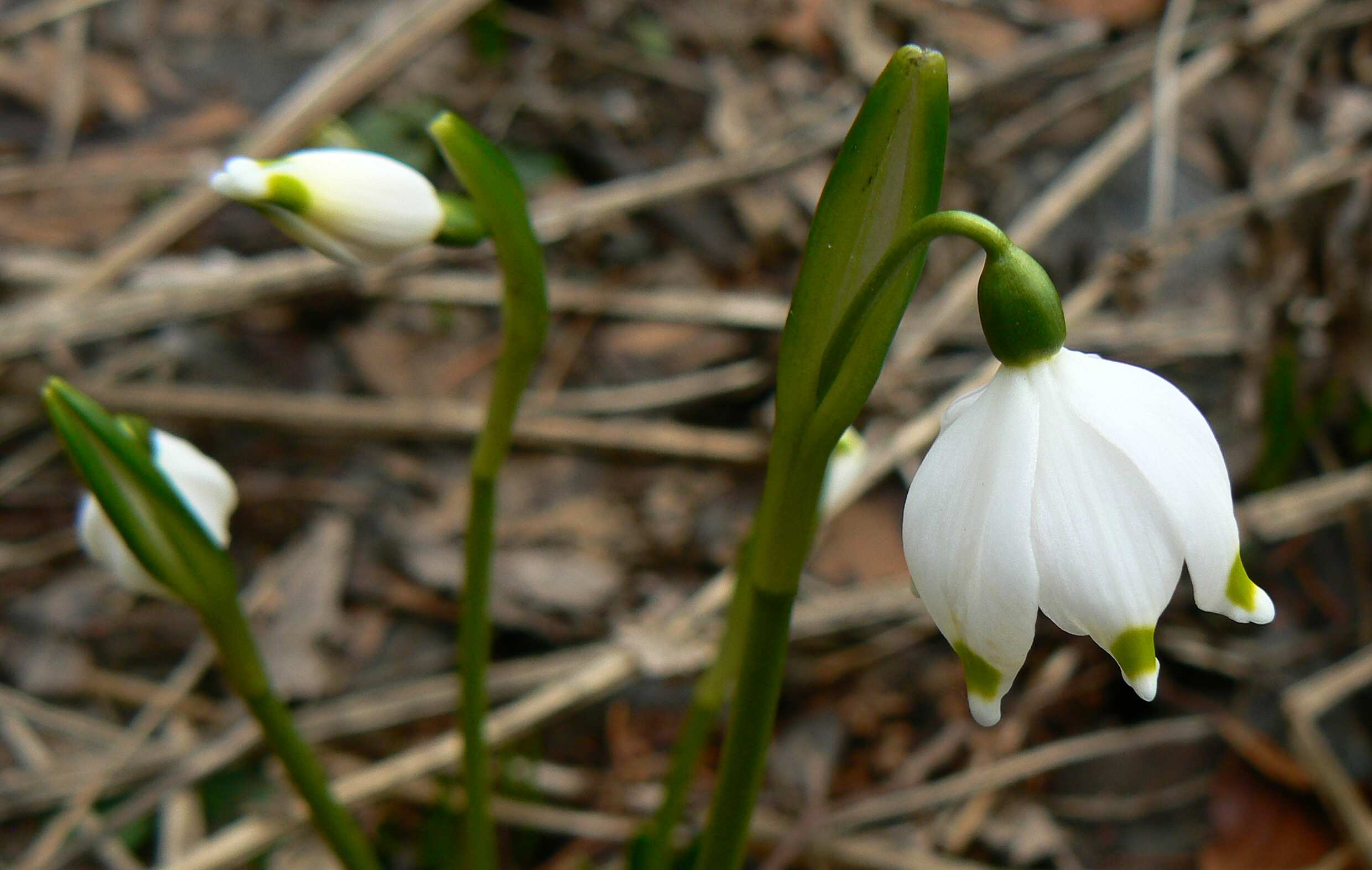
Bleduje jarní rostoucí v PR Podtrosecká údolí